# Дьюрант (Оклахома)
Дьюрант (англ. Durant) — город и административный центр округа Брайан в штате Оклахома в Соединённых Штатах Америки.
По данным переписи 2020 года, население города составляло 18 тысяч 589 человек.

## История
Город был основан европейским колонистом Диксоном Дьюрантом (откуда и название), который жил в этом районе на землях индейцев чокто, после того, как железная дорога MK&T прошла через Индейскую территорию в начале 1870-х годов. Он стал административным центром округа Брайан в 1907 году после получения Оклахомой статуса штата.

## География
По данным Бюро переписи населения США, город Дюрант имеет общую площадь 26,8 квадратных миль (69,3 км2), из которых 26,7 квадратных миль (69,2 км2) — это суша и 0,077 квадратных миль (0,2 км2 или 0,24%) — водная поверхность.